# D20 (hunebed)
Hunebed D20 ligt samen met hunebed D19 ten westen van het dorp Drouwen aan de Steenhopenweg vlak voor het in 2006 aangelegde viaduct onder de N34 in de Nederlandse provincie Drenthe. De hunebedden liggen circa 15,5 meter van elkaar verwijderd.

## Bouw
Het hunebed wordt toegeschreven aan de trechterbekercultuur.
Het is 11,3 meter lang en 3,4 meter breed. Het bijzonder van dit hunebed is, dat de kransstenen, die oorspronkelijk de voet van de grafheuvel vormden, nog grotendeels bewaard zijn gebleven. Er zijn nog 21 te zien, op de plek van de overige zes heeft Van Giffen plombes geplaatst.
Er zijn nog vijf dekstenen van de oorspronkelijke zes aanwezig. Op de vier poortstenen ligt nog een poortdeksteen.
Vlak bij de hunebedden is een oud karrespoor te zien van een prehistorische weg.

## Geschiedenis
In 1847 wilde het markebestuur van Rolde hunebed D19 en D20 verkopen. Er ontstond ophef en de Nederlandse overheid besloot de twee monumenten te kopen voor hondervijftig gulden. Het hunebed wordt, samen met D19 en D26, beschreven door J. Craandijk in 1879.
Het eerste moderne archeologisch onderzoek naar hunebedden in Nederland begon in 1912 bij deze twee hunebedden. Archeoloog Jan Hendrik Holwerda groef de hunebedden op.
In dit hunebed werden minder resten van aardewerk gevonden dan in D19. Uit de wel gevonden voorwerpen kon de conclusie getrokken worden, dat beide grafmonumenten uit dezelfde periode stammen.
Van Giffen beschrijft het hunebed als "in zeer gestoorden staat". Hij onderzocht het hunebed in 1961-1962 en vond buiten de cirkel van kransstenen drie in elkaar geplaatste trechterbekers.
Het hunebed is in 1998 gerestaureerd.

## Society of Antiquaries[5]
In Engeland ontstond in de jaren zeventig van de 19e eeuw bezorgdheid over de wijze waarop in Nederland hunebedden werden gerestaureerd. In die kringen was men vooral bezorgd dat met de restauraties het oorspronkelijk beeld van de situatie verloren zou gaan. De directeur van de Society of Antiquaries in Londen verzocht de oudheidkundigen William Collings Lukis en sir Henry Dryden om de staat waarin de hunebedden zich op dat moment bevonden nauwkeurig vast te leggen. Zij bezochten in juli 1878 Drenthe en brachten veertig hunebedden op de Hondsrug in kaart. Ze hebben opmetingen verricht en beschreven de aangetroffen situatie, die zij tevens vastlegden in een serie aquarellen. Hun rapportage aan de Society of Antiquaries verscheen echter niet in druk. Hun materiaal werd bewaard bij de Society of Antiquaries, het Guernsey Museum & Art Gallery en het Drents Museum. Het Ashmolean Museum in Oxford bezit kopieën van hun werk. In 2015 publiceerde de Drentse archeoloog dr. Wijnand van der Sanden alsnog hun werk. Hij voorzag hun materiaal van een uitgebreide inleiding. Ook schetste hij de ontwikkelingen met betrekking tot het archeologisch onderzoek van de hunebedden na hun onderzoek tot 2015. Hij gaf als oordeel dat het werk van Lukis en Dryden van hoge kwaliteit was. In het Drents Museum was in 2015 een tentoonstelling over het werk.
Hunebed D20 is weergegeven op Plan XV: Het hunebed had dertien draagstenen en vijf dekstenen. Een fragment van een zesde draagsteen lag aan de oostkant van het hunebed. De tweede deksteen was in tweeën gebroken. De derde en vierde deksteen lagen met de noordkant op de grond en de vijfde deksteen is aan de zuidkant gebroken. Er was nog een poortdeksteen aanwezig bij de ingang aan de zuidzijde van het hunebed. Er waren nog enkele kransstenen aanwezig. De dekheuvel was onlangs verlaagd en was tijdens het bezoek van Lukis en Dryden nog circa 20 meter groot. Het hunebed was ten tijde van hun bezoek in het bezit van de staat.

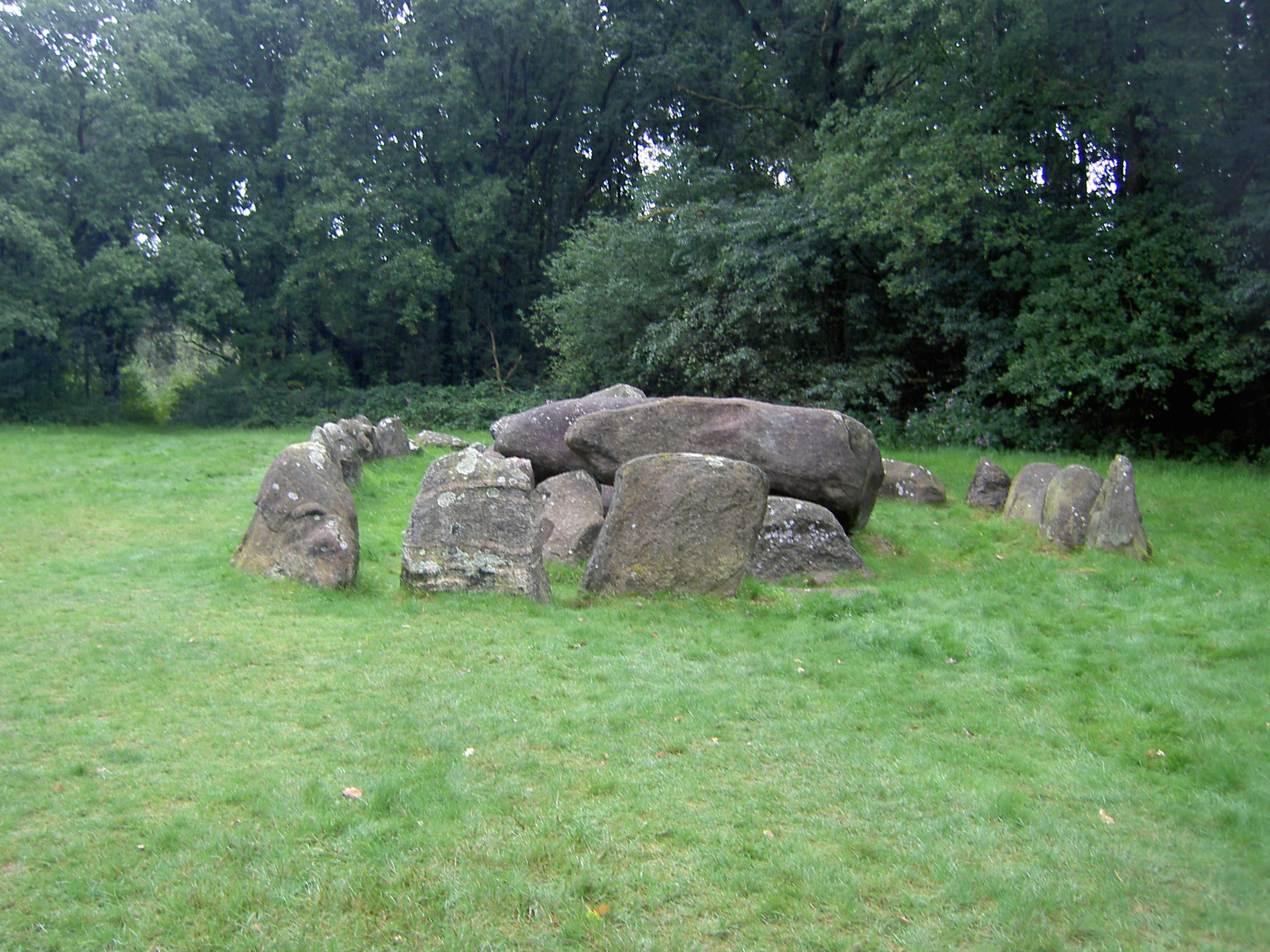
De kransstenen zijn duidelijk zichtbaar
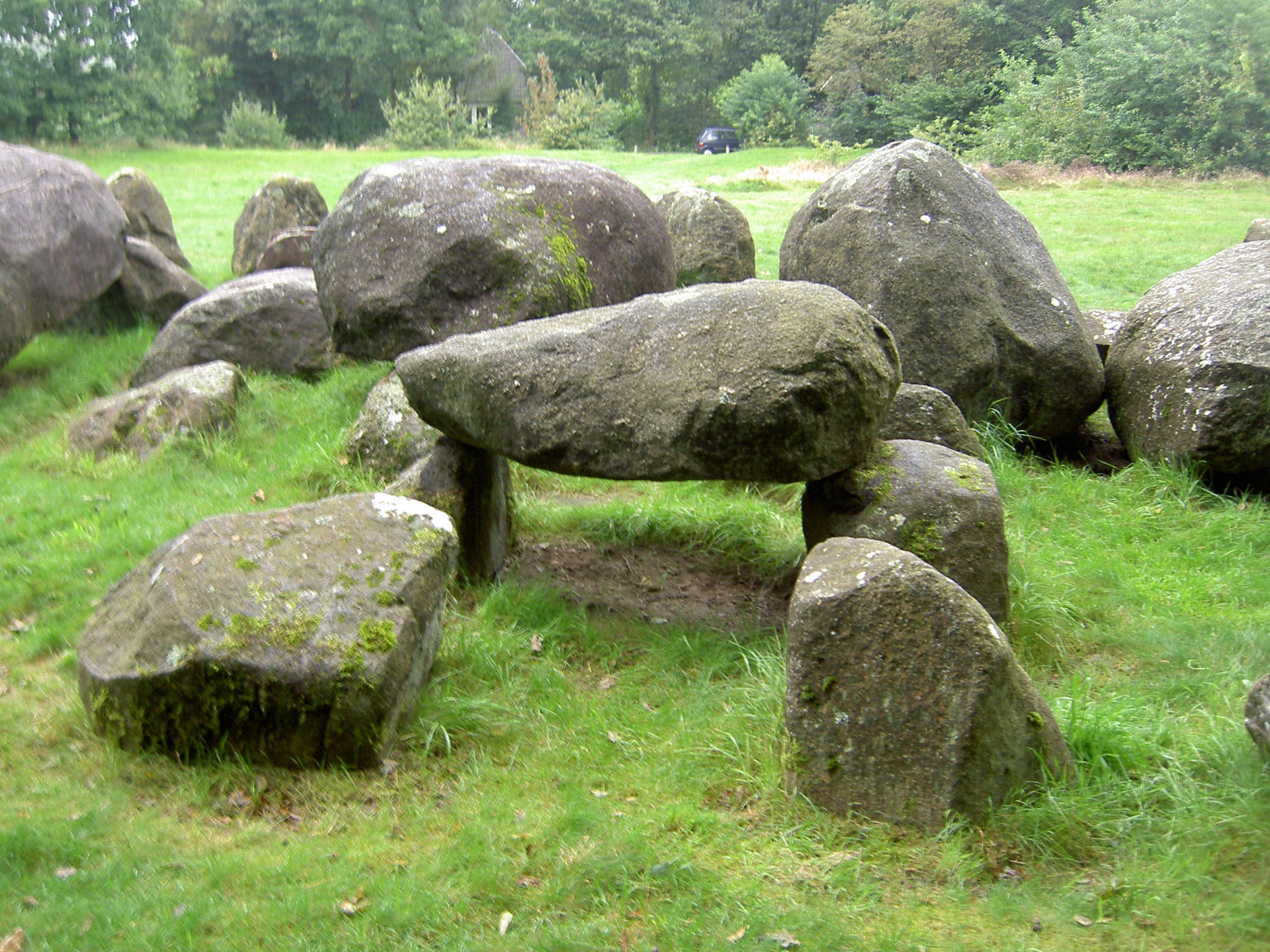
De poort; op de poortstenen ligt nog een poortdeksteen
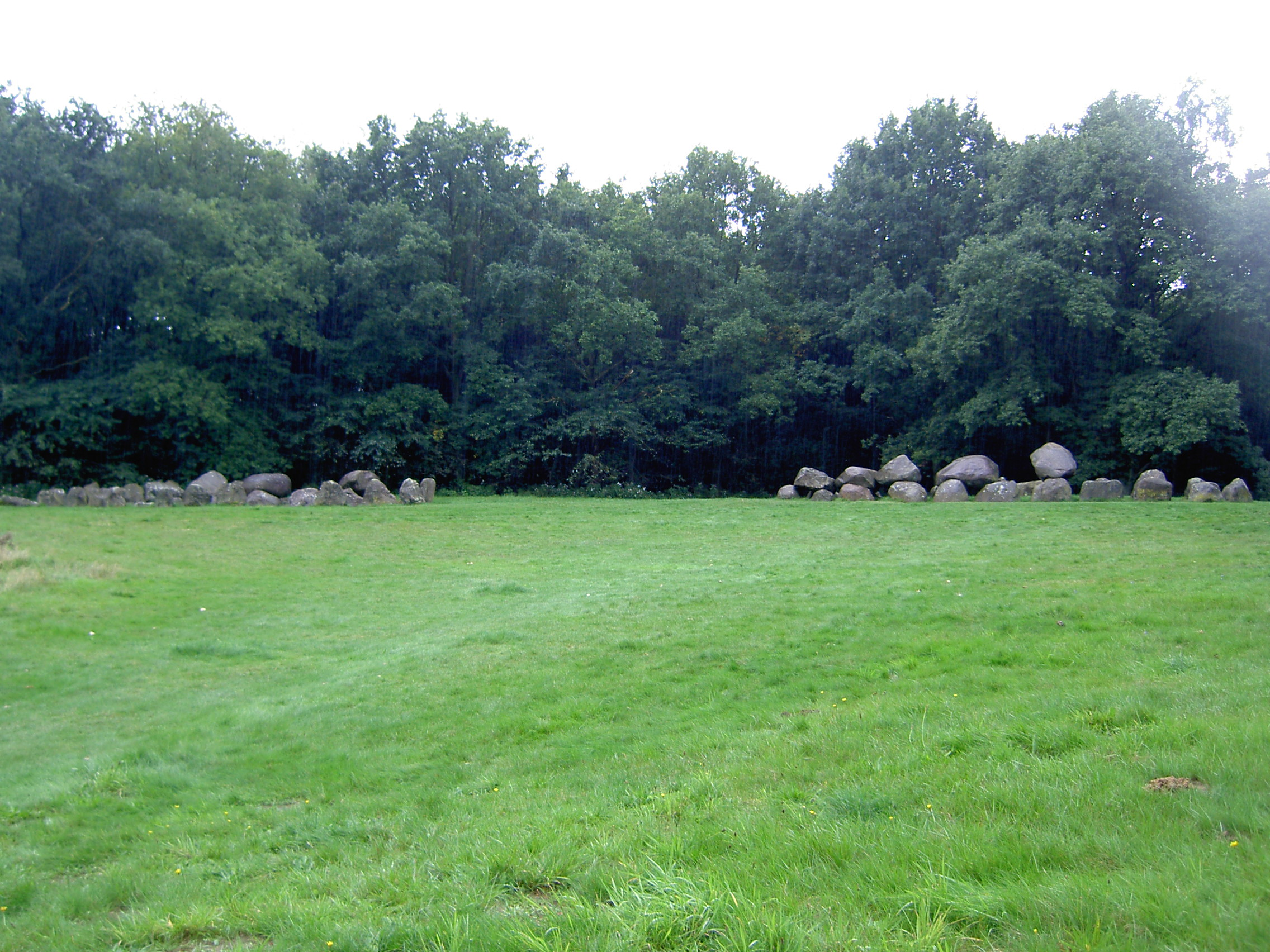
Beide hunebedden D20 en D19